# Pašalić
Pašalić je hrvatsko i bošnjačko prezime, koje se najčešće pojavljuje u Zagrebu, Sesvetama, Tučepima, Splitu i u Bjelovaru.

## Osobe s prezimenomPašalić
- Arif Pašalić (1943. – 1998.), bošnjački general
- Drago Pašalić (rođ. 1984.), hrvatski košarkaš
- Ivić Pašalić (rođ. 1960.), hrvatski liječnik, političar i poduzetnik
- Mario Pašalić (rođ. 1995.), hrvatski nogometaš
- Marco Pašalić (rođ. 2000), njemački i hrvatski nogometaš.